# Witbrauwbladspeurder
De witbrauwbladspeurder (Anabacerthia amaurotis; synoniem: Philydor amaurotis) is een zangvogel uit de familie Furnariidae (ovenvogels).

## Verspreiding en leefgebied
Deze soort komt voor in zuidoostelijk Brazilië, oostelijk Paraguay en noordoostelijk Argentinië.

## Status
De grootte van de populatie is niet gekwantificeerd maar de soort wordt omschreven als schaars en de aantallen nemen snel af door habitatverlies. Op de Rode lijst van de IUCN heeft deze soort daarom de status gevoelig.